# Ferdinand du Tillet
Ferdinand du Tillet é um personagem da Comédia Humana de Honoré de Balzac. Nascido em 1793, filho de um grande senhor não identificado e de uma camponesa que se afoga depois do nascimento, ele é educado por um padre que o batiza e lhe dá o nome de Ferdinand. Após a morte do seu protetor, Ferdinand assume o nome de sua vila (du Tillet) e vai a Paris com a firme intenção de se tornar uma personalidade importante. É um dos personagens mais recorrentes da Comédia.
Em 1813, ele é assistente junto a César Birotteau e tenta seduzir madame Birotteau sem sucesso; depois, ele rouba três mil francos de seu patrão. Trabalha, em seguida, com um agente de câmbio, tornando-se amante da esposa de um notário, madame Roguin, e se liga com os grandes banqueiros Irmãos Keller e Frédéric de Nucingen. Prestando serviços a mestre Roguin, ele se improvisa de banqueiro e Jean-Esther van Gobseck confia-lhe uma missão na Alemanha. Em César Birotteau, ele se enriquece especulando com terrenos situados no quartier de la Madeleine em Paris.
Em 1818, em Un homme d’affaires, ele contrata Claparon como fantoche.
Em 1822, em Melmoth reconcilié, é um banqueiro reconhecido como os Keller ou Nucingen. Em Illusions perdues, Andoche Finot o faz encontrar Lucien de Rubempré, que ele reencontra no jantar das mundanas no Rocher de Cancale.
Em 1823, com a morte do Barão d'Aldrigger, Frédéric de Nucingen quer fazê-lo desposar Malvina d'Aldrigger, a filha do barão. Neste mesmo ano, ele visita Anselme Popinot e fecha com ele um negócio para a compra de seu arrendamento na rua do Faubourg-du-Temple. Ele é obrigado a aceitar as condições muito duras de Anselme.
Em 1824, em Les employés ou la femme supérieure, ele freqüenta as quartas-feiras de Célestine Rabourdin.
Em 1828, depois de haver recusado Malvina d’Aldrigger, que está apaixonada por ele em La Maison Nucingen, ele arruína Philippe Bridau em La Rabouilleuse. Neste mesmo ano, em L'Interdiction, ele freqüenta o salão da marquesa d'Espard e negocia com Nucingen quando da terceira liquidação do banqueiro. Mas ele é enganado por Nucingen e tira disto uma lição.
Em 1829, em Splendeurs et misères des courtisanes, ele que aconselha Delphine de Nucingen a investigar seu marido. É encontrando no mesmo ano em companhia de Florine na suntuosa mansão em que Esther van Gobseck dá um jantar.
Em 1831, é um dos banqueiros mais ricos de Paris, possuindo uma esplêndida mansão na rua des Mathurins. Ele se casa com a filha do conde de Granville: Marie-Eugénie.
Em 1833, ele surpreende uma conversa entre Félix de Vandenesse e sua esposa. Ele compreende a situação de Marie-Angélique de Vandenesse. Em rivalidade com Raoul Nathan por uma cadeira de deputado, ele faz tudo para vencer em Une fille d'Eve.
Em 1838, Eugène de Rastignac assina a Maxime de Trailles uma ordem de pagamento de du Tillet em Le Député d'Arcis.
Em 1841, em Béatrix, é encontrado em grande conversa com Maxime de Trailles no terraço do café Tortoni.
Em 1846, em La Femme auter, ele é convidado dos Hannequin de Jarente. Personagem considerável, ele vive sob as ordens de sua nova amante, Carabine.
Ferdinand du Tillet aparece também em:
- L'Envers de l'histoire contemporaine
- La Cousine Bette
- Les Comédiens sans le savoir
- Petites misères de la vie conjugale
- Les Petits Bourgeois
- Le Cousin Pons